# 临汾市投资集团
临汾市投资集团有限公司（英語：Linfen Investment Group Co., Ltd.），是一家位于山西临汾的临汾市政府旗下的国有独资公司，注册资本15亿元，信用评级为AA，债项评级AA+。
2016年7月，临汾市投资集团投资了人民币10億元位于宁波的"宁波杭州湾新区乐然投资管理合伙企业（有限合伙）"的28.53%股权（10億除35.05億元股本），同時該有限合伙企業又对乐视集团旗下的乐视致新增資人民币14.3億元，佔擴大後4.0434%股权。而乐视网的创始人贾跃亭本身也是临汾人。